# دیموکوری
دیموکوری (به چکی: Dymokury) یک منطقهٔ مسکونی در جمهوری چک است که در ناحیه نیمبورک واقع شده‌است. دیموکوری ۲۰٫۶۲ کیلومتر مربع مساحت و ۸۴۶ نفر جمعیت دارد و ۲۰۳ متر بالاتر از سطح دریا واقع شده‌است.